# Caccia (Musik)

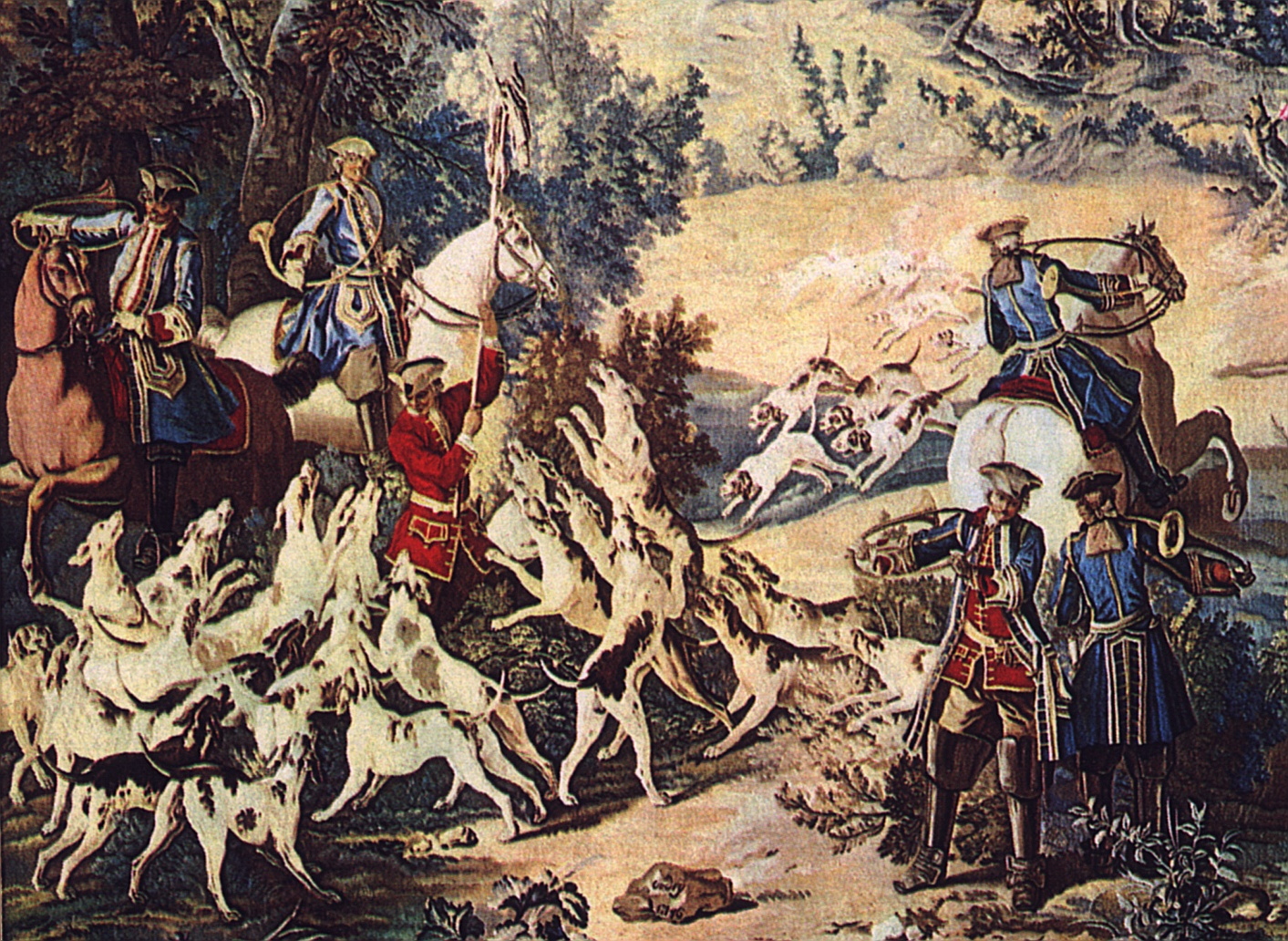
J. F. de Troy, Tod eines Hirsches, 18. Jahrhundert

Im 14. und beginnenden 15. Jahrhundert war Caccia (italienisch caccia für „Jagd“) in Italien die übliche Bezeichnung für eine (dreistimmige) Komposition, in der ein auf die Jagd bezogener oder die Jagd als Allegorie benutzender Text größtenteils in strenger melodischer Nachahmung der beiden Oberstimmen (Kanon) als instrumentale Unterstimme vertont ist. Ob die Bezeichnung vom Thema der Texte oder von den einander quasi „jagenden“ Stimmen herrührt, ist ungeklärt.
Der Zusatz da caccia bei Musikinstrumenten (z. B.: Corno da caccia, Oboe da caccia) bei Instrumenten der Barockzeit ist dem Grundgedanken des Jagdvergnügens dieser Zeit entlehnt (vgl. auch französisch Trompe de Chasse). Dabei geht es nicht vordergründig um das Waidwerk, sondern mehr um einen Ausdruck von Lebensfreude beim Aufenthalt in der freien Natur und im Wald. Für diesen Zweck wurden Instrumente konstruiert, die einerseits in der Jagdtradition (Olifant, Hifthorn, Parforcehorn) ihren Ursprung haben, andererseits aber auch musikalisch den hohen Anforderungen solistischer Partien der Barockmusik genügen.